# سیارک ۲۶۶۸۹
سیارک ۲۶۶۸۹ (به انگلیسی: 26689 Smorrison، نامگذاری:2001FD56)۲۶۶۸۹مین سیارک کشف شده‌است که در ۲۳ مارس ۲۰۰۱ کشف شد.